# Marian Válek
Marian Válek (* 14. Oktober 1975) ist ein tschechischer Sommerbiathlet in der Stilrichtung Crosslauf.
Marian Válek vom Verein Klub biatlonu Kapslovna nahm erstmals in Nové Město na Moravě an den Sommerbiathlon-Europameisterschaften 2009 teil und belegte dort die Platz 35 im Sprint und verpasste damit das Massenstartrennen. Bei den Sommerbiathlon-Europameisterschaften 2010 in Osrblie lief er auf die Plätze 17 im Sprint und 24 im Verfolgungsrennen. Bei den Sommerbiathlon-Europameisterschaften 2011 in Martell erreichte Válek die 19. Ränge in Sprint und Verfolgung.